# Nikolai Kamanin
Nikolai Kamanin (rus: Николай Петрович Каманин)  (Mélenki, 18 d'octubre de 1908 - Moscou, 11 de març de 1982), nom complet amb patronímic Nikolai Petróvitx Kamanin, rus: Никола́й Петро́вич Кама́нин, fou un aviador soviètic, guardonat amb el títol d'Heroi de la Unió Soviètica el 1934 pel rescat de la tripulació del Txeliüskin d'un improvisat camp d'aviació a la superfície congelada del Mar dels Txuktxis, a prop de l'Illa Koliutxin.
Durant la Gran Guerra Patriòtica, va comandar amb èxit una brigada aèria, una divisió aèria i un cos aeri, i va assolir el rang de coronel general i comandant de la força aèria després de la guerra. Va ser en aquest moment quan el seu fill, Arkadi Kamanin, es va convertir en pilot de caça als 14 anys, el pilot militar més jove de la història del món.
Entre 1960-1971, el general Kamanin va ser el cap de formació dels cosmonautes del programa espacial soviètic. Va reclutar i formar la primera generació de cosmonautes, inclosos Iuri Gagarin, Valentina Tereixkova, Guérman Titov i Aleksei Leónov. Kamanin era el representant de la Força Aèria al programa espacial, un defensor del vol orbital tripulat i de la influència de la Força Aèria sobre la cursa espacial. Els seus diaris d’aquest període, publicats entre 1995 i 2001, es troben entre les fonts més importants que documenten el progrés del programa espacial soviètic.

## Biografia

### Primers anys
Nikolai Kamanin nasqué el 18 d'octubre de 1908 a la ciutat de Mélenki, gubèrnia de Vladímir (actual óblast de Vladímir), en el si d'una família nombrosa amb set fills. L’avi de Kamanin era un sabater ric amb el seu propi taller; no obstant això, el seu pare, Piotr Kamanin (1871-1919), va trencar la tradició i es va unir als bolxevics. Va morir de tifus. La mare, Stefanida Danílovna (1879-1964) era mestressa de casa i, després de la mort del seu marit, va treballar com a teixidora en una fàbrica tèxtil. Com a vídua, durant els anys de la guerra civil, la devastació i la fam, va aconseguir criar els seus fills i donar-los educació a tots ells. Aleksandr Ivànovitx Kamanin, oncle de Nikolai, va viure una vida molt llarga, incloent 50 anys d'eremita religiós, i tenia la reputació d'un sant ancià
Segons el seu fill, Lev Kamanin, Nikolai Kamanin va néixer el 1909 i es va canviar la data al 1908 per tal d'enganyar el personal d'admissió de l'exèrcit quan es va presentar voluntari el 1927. Per tant, tots els documents indiquen que va néixer el 1908, tot i que de fet va néixer el 18 d’octubre de 1909.Va passar les proves físiques de la força aèria i va completar el curs l'escola de pilots a Borissoglebsk el 1929, entrenat pel llegendari pilot Víktor Kholzunov. Kamanin va ser enviat al front del conflicte ferroviari sinosoviètic a l'Extrem Orient, on arribà un dia després de l'alto el foc. Allà, es va unir al mític Regiment Aeri Lenin, la primera unitat de força aèria de la història soviètica. Kamanin va volar un avió de reconeixement de dues places, inclosos vols de resistència d’11 hores sobre el Mar del Japó. El seu company de tripulació era un xinès ètnic.

### Rescat delTxeliüskin
El febrer de 1934, el vaixell de vapor Txeliüskin fou esclafat pel gel àrtic al Mar dels Txuktxis. La tripulació va aconseguir escapar al gel i va construir una pista improvisada utilitzant només unes fangues, pales de gel i dues palanquetes. En aquell moment, els Estats Units havien suspès tots els vols de l'Àrtic després d'una sèrie d'accidents, i l'única força de rescat disponible era Anatoli Liapidevski i la seva tripulació de l'ANT-4. Després de 28 intents fallits, Liapidevski va localitzar el camp de gel el 5 de març, hi va aterrar i es endur dotze dels 104 supervivents. Una setmana més tard, en el segon vol cap al camp de gel, l'avió va haver d'aterrar després d'un avaria del motor. L'operació es va aturar. El govern soviètic va enviar tres grups de pilots de les bases aèries de l'Extrem Orient.
El grup més gran de set pilots militars i civils de reconeixement dels biplans Polikàrpov R-5, amb seu al krai de Primórie, va ser dirigit per Kamanin (més tard va deixar en terra un dels pilots per insubordinació). El grup, en condicions meteorològiques adverses van fer un vol Oliútorski - Vankarem, en el qual va cobrir uns 1500 km. En nou vols més cap al gel, Kamanin va treure 34 exploradors polars del camp de gel (dels 104 que es trobaven al camp de gel), adaptant caixes de paracaigudes suspeses sota les ales per acomodar els passatgers. Altres pilots de l'equip de Kamanin els van transportar des de Vankarem fins al port marítim de Bukhta Providénia. El camp de gel fou completament evacuat el 13 d'abril de 1934; Kamanin va tornar amb el contramestre del vaixell i vuit gossos. En total, els pilots van fer 23 vols.
L'endemà, sis pilots que havien volat al camp de gel i tornat (inclòs Kamanin) i Siguizmund Levanevski van ser anunciats com els primers herois de la Unió Soviètica. Els pilots que transportaren supervivents de Vankarem a Bukhta Providénia van rebre l'Orde de l'Estrella Roja.
El gener de 1935, l'heroi va ser enviat a estudiar a l'Acadèmia d'Enginyeria de les Forces Aèries Jukovski, d'on va graduar amb honors. El desembre de 1938 va ser nomenat comandant de la 19a brigada aèria de bombarders lleugers de la guarnició aèria de Khàrkiv (102 avions).
El 1937 va ser elegit diputat del Soviet Suprem de l'URSS de la 1a convocatòria.

### Guerra sovièticofinlandesa
Al capdavant de la 19a brigada de bombarders lleugers, va participar en la guerra sovièticofinlandesa del 1939-1940, com a part de la Força Aèria dels exèrcits 9è i 15è.

### Servei a l'Àsia central
L'octubre de 1940, el coronel Kamanin va ser nomenat comandant de la 3a brigada aèria separada de la Força Aèria del Districte Militar de l'Àsia central a Taixkent. A causa de l'absència del comandant, al mateix temps servia temporalment com a comandant de la força aèria del districte. Des de març de 1941 fou comandant de la 4a brigada d'aviació del mateix districte (Aşgabat). Com a cap de la brigada, va participar en l'operació iraniana l'agost de 1941. Després de resoldre la situació a l'Iran el setembre de 1941, Kamanin va ser nomenat comandant adjunt de la Força Aèria del Districte Militar de l'Àsia central i, a partir d'octubre, va exercir com a comandant de la Força Aèria d'aquest districte militar. Es dedicà a la formació i preparació de formacions d’aviació per al front.

### En els fronts de la Gran Guerra Patriòtica
Des del juliol de 1942 fins al final de la Gran Guerra Patriòtica, N.P.Kamanin va estar al front. Des del juliol de 1942 va comandar la 292a Divisió d'Aviació d'Assalt.del 3r Exèrcit Aeri al Front de Kalinin. Des de febrer de 1943 fou comandant del 8è cos d'aviació mixta i 5è cos d'aviació d'assalt (fronts de l'Estepa, Vorónej, Primer i Segon Front Ucraïnès). Va contribuir significativament a millorar les tàctiques de les operacions de combat de l'avió d'atac Il-2. Les formacions sota el seu comandament van participar en les operacions de Velikié Luki, Bélgorod-Khàrkov, Kíev, Kòrsun-Xevtxènkivski, Lvov-Sandomir, Budapest i Viena; va alliberar Ucraïna, Polònia, Romania, Hongria i Txecoslovàquia dels invasors nazis.
Durant la guerra, se li van atorgar els graus militars de major general d'aviació (17/03/1943) i tinent general d'aviació (20/04/1945).
Durant els anys de la Gran Guerra Patriòtica, N.P. Kamanin va rebre 29 vegades una gratitud personal segons les ordres del comandant en cap suprem I.V. Stalin.
Participà a la Desfilada de la Victòria de la Plaça Roja el 24 de juny de 1945 (comandant del consolidat batalló de pilots com a part del regiment consolidat del 2n Front Ucraïnès).
El fill de Nikolai Petróvitx, Arkadi, juntament amb el seu pare, també va participar en les hostilitats com a pilot en un esquadró de comunicacions. El seu nom és conegut entre els herois pioners.

### Anys de postguerra
Després de la guerra, inicialment va continuar comandant el 5è cos aeri d'assalt. El juny de 1946 va ser nomenat comandant del 3r cos d'aviació d'assalt de guàrdies del Grup de Forces del Sud. A partir de novembre de 1947 va treballar a la Direcció Principal de la Flota Aèria Civil com a Cap Adjunt de la Direcció Principal d'Afers de Defensa. Des de març de 1948 va ser president de l'Oficina Organitzadora de la DOSAAF i, des de juny de 1951, vicepresident de la DOSAAF d'Aviació. Des de desembre de 1955 fins a febrer de 1956, va ser vicepresident del Comitè Central de la DOSAAF.
El 1956 es va graduar als cursos acadèmics superiors de l'Acadèmia Militar Superior Voroixílov.
Des de gener de 1957 fou comandant de la 73a Força Aèria (Districte Militar del Turkestan, Taixkent). El 1958, en nom del govern soviètic, va ajudar el rei de l'Afganistan a organitzar i dirigir una desfilada aèria sobre Kabul, en la qual van participar uns 100 avions de la 73a Força Aèria de l'URSS i uns 30 avions de l’Afganistan.
Des d'abril de 1958 fou subdirector de l'estat major de la força aèria.
Va ser membre del consell editorial de la revista Aviàtsia i kosmonàvtika ("Aviació i cosmonàutica").

### Formació de cosmonautes
El 1960, el mariscal en cap d'Aviació Konstantín Verxinin, va assignar Kamanin al programa espacial soviètic com a cap militar del programa de vol orbital tripulat. El seu títol formal era subdirector de formació de combat de la Força Aèria per a l'Espai, rus: заместитель начальника боевой подготовки ВВС по космосу. El Centre per a la Formació de Cosmonautes va ser dirigit inicialment pel coronel Kàrpov, subordinat de Kamanin.
El gener de 1961, per ordre del comandant en cap de la força aèria, es va formar una comissió per fer els exàmens finals dels primers sis estudiants-cosmonautes formats durant els nou mesos de 1960 al Centre de Formació de Cosmonautes de la Força Aèria.
Els dies 17 i 18 de gener de 1961, en presència del cap del LII, Nikolai Stróiev, es van realitzar els exàmens, en què tots els estudiants van mostrar un coneixement excel·lent. Després de finalitzar els exàmens, Nikolai Kamanin, en presència dels membres de la comissió, va anunciar als examinats que la comissió recomanava la següent seqüència de priorització de cosmonautes en vols: Gagarin, Titov, Neliúbov, Nikolàiev, Bikovski i Popóvitx,coneguts informalment com 'els sis d'avantguarda'.
El 1961-1962. Nikolai Kamanin, juntament amb els cosmonautes, va participar en vols al laboratori de vol Tu-104A en gravetat zero.
El 6 d’abril de 1961, Serguei Koroliov, Mstislav Kéldix i Nikolai Kamanin al Cosmòdrom de Baikonur van acordar una missió per a un cosmonauta per tal que fes un vol d’una òrbita al voltant de la Terra, la primera missió d’un home en vol espacial de la història. S'hi indicaven els objectius del vol i les accions del cosmonauta durant el seu curs normal, així com en situacions d'emergència. El 8 d'abril de 1961, en una reunió ampliada de la Comissió Estatal per al llançament de la sonda espacial "Vostok", encapçalada pel president del Comitè Estatal del Consell de Ministres de l'URSS per a tecnologia de defensa Konstantín Rúdnev, es va aprovar aquesta missió.
El 8 d'abril de 1961, en una reunió tancada, on només hi eren presents membres de la Comissió Estatal, Nikolai Kamanin, en nom de la Força Aèria, va suggerir que Iuri Gagarin fos considerat el primer candidat al vol i Guérman Titov fos el candidat reserva. La Comissió va estar d'acord amb aquesta proposta. També es va decidir el procediment per a l'ejecció d’emergència del cosmonauta a l’inici: al voltant del 40è segon del vol, Serguei Koroliov o Nikolai Kamanin donarien l’ordre d’ejecció i, després del 40è segon, el cosmonauta seria ejectat automàticament. El 9 d'abril de 1961, Kamanin va informar Gagarin i Titov sobre les seves funcions en el primer vol.
El 10 d'abril de 1961, a la sala de l'edifici de reunions del Cosmòdrom de Baikonur, a la reunió "solemne" de la Comissió Estatal Nikolai Kamanin va presentar oficialment la comissió i els presents (hi havia unes 70 persones en total) els sis primers cosmonautes que havien aprovat els exàmens estatals de graduació i per primera vegada al nostre país van rebre oficialment el títol de pilots-cosmonautes de la Força Aèria: Gagarin, Titov, Neliúbov, Nikolàiev, Bikovski i Popóvitx. Després d'això, Kamanin va dir que, en opinió del comandament de la Força Aèria, Gagarin es podria aprovar primer i Titov com a reserva. La Comissió Estatal va aprovar per unanimitat la proposta de nomenament.
El 12 d'abril de 1961, a les vuit del matí, una hora abans de l'arribada dels cosmonautes, Nikolai Kamanin, juntament amb l'enginyer principal de la nau espacial, Oleg Ivanovski, van pujar amb l'ascensor fins a la part superior del coet, van revisar el codi de bloqueig lògic, que el cosmonauta necessitava per a canviar a control manual, i es van assegurar que el bloqueig funcionava correctament. Finalment, Gagarin es va enlairar amb la Vostok 1, va fer una òrbita completa a la Terra i va aterrar amb seguretat a 23 quilòmetres de Saràtov.
El 14 d'abril, Kamanin va acompanyar Gagarin en el seu triomfant viatge a la plaça Roja i va ser el mentor publicitari dels cosmonautes soviètics fins a la seva jubilació.

### Dones a l'espai
Kamanin va ser un defensor actiu de l'enviament a l'espai de dones cosmonautes des del vol de Gagarin, però les tasques publicitàries posteriors el van separar de la presa de decisions. No obstant això, el 25 de desembre el govern soviètic va autoritzar la selecció d'un segon grup de 60 participants, incloses dones. A finals de gener de 1962, Kamanin va recollir 58 currículums femenins i va escollir 23 que encara havien de passar les proves físiques. El 12 de març, es va escollir un grup de cinc dones per a una formació activa; El 29 de març va identificar Valentina Tereixkova, Irina Soloviova i Tatiana Kuznetsova com les més capaces per al vol. Un altre conjunt de problemes que va tractar van ser els sistemes de suport vital per a les dones, sobretot els vestits espacials femenins, un problema inesperat.
El grup va aprovar els exàmens de cosmonauta el 28 de novembre de 1962 i es va posar en suspens fins a finals d'abril de 1963. La preparació del vol era impossible sense una data de llançament fermament fixada i ningú del govern no s'atrevia a donar-hi el vistiplau. El 24 d'abril, el govern va ordenar finalment un vol conjunt de les dues naus espacials Vostok disponibles (de fet, les dues úniques naus que els soviètics tenien "en estoc"). La seva vida útil es va fixar el 15 de juny de 1963 i no es podia allargar. Així, la preparació del vol de Valeri Bikovski i Valentina Tereixkova (aprovat per a volar el 21 de maig) es va apressar a la data límit per tal d'"utilitzar-la o perdre-la". Kamanin i els cosmonautes es van traslladar a Baikonur el 27 de maig i van romandre allà fins al llançament. De fet, Tereixkova es va retirar el 16 de juny, un dia després de la data de "caducitat" de la seva nau. Kamanin va fer canvis de control de la missió mentre estava a l'espai i va haver de despertar Tereixkova que, adormida, no responia.Ambdues naus van aterrar amb seguretat, però van superar l'objectiu d'aterratge en dos graus. Com Gagarin, Tereixkova va sortir de la càpsula d’aterratge i va utilitzar el seu paracaigudes personal.Després del vol, Kamanin va tornar a participar en una campanya publicitària que va durar molt de temps, aquesta vegada, al voltant de Tereixkova.
El 1965, després de la Voskhod 2, Kamanin va proposar un vol de tripulacions femenines a la següent nau Voskhod. Gagarin i altres cosmonautes (masculins) hi estaven fermament en contra. El cas es va tancar amb la cancel·lació de tots els llançaments previstos per al programa Voskhod.

### Darrers anys
El 25 d'octubre de 1967, Kamanin va rebre el grau de coronel general d'Aviació.
El vol de la Soiuz 11 al juny de 1971 fou l'últim de Kamanin com a ajudant del comandant en cap de la Força Aèria per a l'Espai, càrrec que ocupava des del 1966. El fet de la seva retirada era conegut fins i tot abans de la mort dels astronautes que van realitzar el primer vol a l'estació espacial Saliut 1.
El 9 de juny de 1970 va participar en la partida d'escacs "Espai - Terra", rus: Космос — Земля Kosmos -Zemlià, la primera partida d'escacs de la història disputada entre cosmonautes en vol i "representants de la Terra". Representant la Terra, Nikolai Kamanin i el cosmonauta Víktor Gorbatkó van jugar en parelles i, a l'espai, va jugar la tripulació de la sonda Soiuz 9, Andrian Nikolàiev i Vitali Sevastiànov. Tots els participants van ser acceptats com a membres honoraris del Club Central d'Escacs de l'URSS.
L'agost del 1971 es va retirar i fou substituït al capdavant del Centre de Formació de Cosmonautes per Vladímir Xatàlov. Un cop retirat, Kamanin va actuar com a líder del comitè del Partit Comunista del seu edifici d'apartaments. També va continuar escrivint llibres i articles i fent conferències públiques.Va viure a Moscou fins a la seva mort, el 12 de març de 1982, a l'edat de 74 anys, i fou sebollit al cementiri de Novodévitxi.

## Honors i condecoracions
- Heroi de la Unió Soviètica (1934) - "per l'ús hàbil dels èxits de l'aviació soviètica en les condicions poc estudiades de l'oceà Àrtic, per un treball extremadament proactiu, precís i desinteressat que va assegurar la implementació amb èxit de l'operació per a rescatar els tripulants del Txeliüskin"[23]
- Medalla "Estrella d'Or" de l'Heroi de la Unió Soviètica (1939, núm. 2)
- Orde de Lenin (tres vegades: 1934, núm. 414; 1953; 1961)
- Orde de la Revolució d'Octubre (1978)
- Orde de la Bandera Roja (dues vegades)
- Orde de Suvórov de 2n grau (dues vegades)
- Orde de Kutúzov de 2n grau
- Orde de l’Estrella Roja
- Medalles
- Condecoracions estrangeres
- Medalla commemorativa sobre el primer vol tripulat a l'espai (1961; concedida a només 75 militars, inclòs N.P. Kamanin)